# Megoperculata
Megoperculata – takson pajęczaków, obejmujący Tetrapulmonata i głaszczkochody.
Charakterystyczną cechą tych pajęczaków jest duże wieczko płciowe (tzw. megoperculum), zachodzące na sternum trzeciego segmentu opistosomy. Ich szczękoczułki są trójczłonowe, mają zredukowane szczypce, a zamiast nich kły ustawione naprzeciwko nasady i działające na zasadzie scyzoryka. Pierwszy segment ich opistosomy jest przewężony. Odnóża trzeciej i czwartej pary mają niepodzielone uda. Jako autapomorfię wymienia się układ mikrotubuli 9×2+3 w rzęskach plemników.
Takson ten został rozpoznany jako monofiletyczny m.in. w analizach Shultza z 1990 roku oraz Wheelera i Hayashi z 1998 roku. Wiele współczesnych analiz, m.in. Shultza z 2007 czy Garwooda i Dunlopa z 2014 roku przeczy tym wynikom, sytuując jako siostrzane dla Tetrapulmonata wymarłe Trigonotarbida, z którymi łączy się je w takson Pantetrapulmonata.